# Чешниці (Луковиця)
Чешниці (словен. Češnjice) — поселення в общині Луковиця, Осреднєсловенський регіон, Словенія. 
Висота над рівнем моря: 697,6 м.